# Stora Ljustjärnen, Västmanland
Stora Ljustjärnen är en sjö i Norbergs kommun i Västmanland och ingår i Dalälvens huvudavrinningsområde.